# チェントヴァッリ鉄道

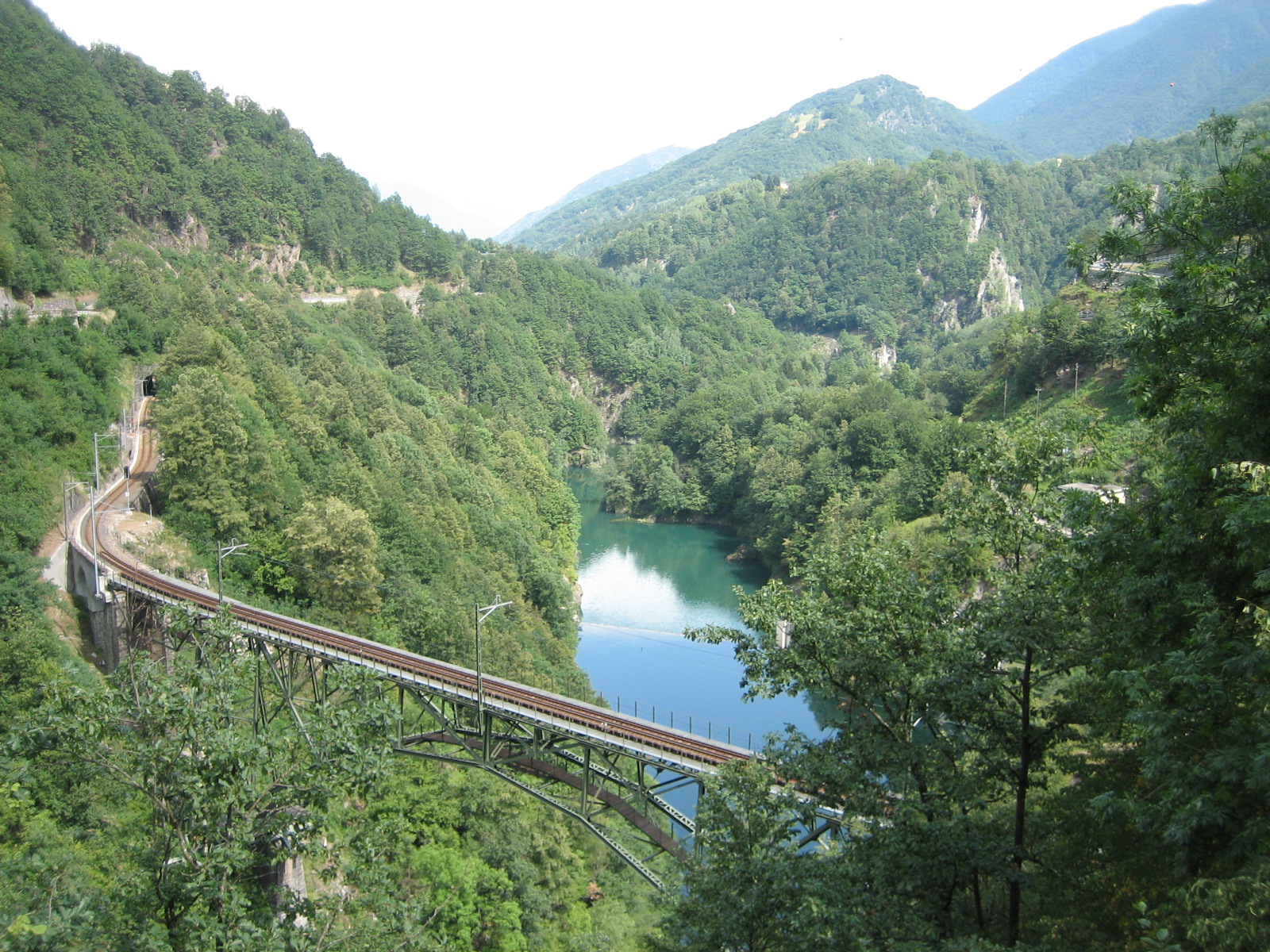

チェントヴァッリ鉄道(ドイツ語: Centovallibahn)は、スイス、ティチーノ州、マッジョーレ湖畔の町ロカルノと、イタリア、ピエモンテ州の町、ドモドッソラを結ぶ鉄道である。路線の中間にスイスとイタリアの国境走るが、列車を乗り換えることなく、ロカルノ～ドモドッソラ間を移動できる。スイス側はFerrovie Autolinee Regionali Ticinesi (FART)、イタリア側は
Società Subalpina di Imprese Ferroviarie S.p.A. (SSIF)の路線となる。
チェントヴァッリはイタリア語で「百の谷」の意味を持ち、車窓よりスイス南部とイタリア北部の深い渓谷の山岳景観を望むことができる。ドモドッソラで列車を乗り換えると、スイスのベルンやツェルマット、イタリアのミラノに接続できる。スイスのヴァレー州とティチーノ州を最短ルートで結ぶ路線としても重要な役割を果たしている。
ロカルノ～ドモッドソラ間の直通列車は1時間に1本の頻度で運行している。国境駅のCamedoからドモドッソラの間はイタリア領内になるが、スイストラベルシステムのパスは、全線が有効区間になる。ただし一部の列車はパノラマ車輛で運行しており、追加料金が必要になる。